# Nanquan Beitui (stile)
In Italia, circa dal 1976, il Maestro Choo Kang Sing ha iniziato ad insegnare uno stile da lui chiamato Lam Kiun Pak Toi, riprendendo in una diversa forma ideografica Nanquan Beitui, in mandarino "pugno del sud, calcio del nord", che utilizza elementi successivamente divisi negli stili delle scuole settentrionali, caratterizzate da un frequente uso dei calci e posizioni ampie e fluide, e di quelle meridionali, che fanno un uso più frequente delle braccia e di posizioni strette e potenti. Secondo le parole del Maestro in un'intervista dei primi anni '90, il Lam Kun Pack Toi è originario della città cinese di Canton e si traduce letteralmente: "il pugno del sud ed il calcio del nord". "Ma per me - chiarisce - ha un altro significato e cioè: attraverso la conoscenza del corpo e del mondo si arriva a conquistare". Una traduzione di mentalità del tutto orientale, molto lontana dalle classificazioni che regolano la lingua scritta da noi, in occidente.

## Storia
Si pensa che il fondatore della scuola, un generale cinese, abbia avuto modo di studiare svariati stili di combattimento presso scuole diverse, e poi le abbia sintetizzate in uno stile unico. Il Nanquan Beitui è tuttora tramandato dalla famiglia Choo, famiglia aristocratica cinese emigrata in Malaysia, il caposcuola è il maestro Choo Kang Sing.